# TM-Stahl
TM-Stahl bezeichnet einen mikrolegierten Stahlwerkstoff, der durch ein thermomechanisches Verfahren hergestellt wird. Bei diesem Walzverfahren wird eine Endtemperatur in einem bestimmten Bereich eingehalten. Dabei werden Materialeigenschaften erreicht, die mit alleiniger Wärmebehandlung nicht zustande kommen. Der Vorgang ist nicht wiederholbar. TM-Stähle haben hohe Festigkeiten und Zähigkeit und lassen sich bei Beachtung nur leichter Einschränkungen sehr gut verarbeiten, insbesondere auch schweißen. Sie erlauben damit Konstruktionen, die hohe Ansprüche an Ästhetik und Wirtschaftlichkeit erfüllen. 
Die englische Bezeichnung ist „TMT steel“ bzw. „Thermo mechanically treated steel“.